# Чорна легенда (поняття)
Чорна легенда — історіографічний феномен, при якому формується стійка тенденція в історичній літературі упередженого висвітлення та введення сфабрикованих, перебільшених та/або вирваних з контексту фактів спрямована проти конкретних осіб, націй чи установ з наміром створити  спотворений і однозначно нелюдський їхній образ, приховуючи їх позитивний внесок в історію.  
Термін "чорна легенда" вперше був використаний французьким письменником Артуром Леві в його роботі 1893 «Наполеон в часі», на відміну від вираження «Золота легенда», яке було розповсюджене в Європі 19 столітті. 
Чорні легенди були створені проти багатьох народів і культур, як правило, в результаті пропаганди та  ксенофобії.  Наприклад, "Іспанська чорна легенда" — це теорія про те, що антиіспанська політична пропаганда, що виставляла в негативному світлі Іспанію, Іспанську імперію або латиноамериканську Америку, іноді «поглиналася і перетворювалася на широко поширені стереотипи», що передбачають, що Іспанія була «унікально злою».

## Витоки
Як ми вже зазначали термін "чорна легенда" вперше був використаний істориком Артуром Леві в 1893 році:
Історик Мануель Фернандес Альварес визначив чорну легенду як:

[…] кар'єрне відхилення від історії нації, спрямоване на свої емоції, у відповідь до того, щоб боротися за це.  І усвідомлення як monstrous є можливим, з результатом впливу на конкретну агресивність: мислення розбіжності народу, який несприйнятливість повинен бути fought in every way possible.
Оригінальний текст (ісп.)
[...] cuidadosa distorsión de la historia de un pueblo, realizada por sus enemics, para mejor combatirle.  I una distorsió lo més monstruosa posible, a fin d'aconseguir l'objectiu marcado: la descalificación moral de ese pueblo, cuya supremacía hay que combatir por todos los medios.

За словами історика Ельвіри Рока Бареа, формування чорної легенди та її асиміляція нацією, яка від неї страждає, — явище, яке спостерігається у всіх мультикультурних імперіях, а не лише в Іспанській імперії.  Чорна легенда про імперії була результатом поєднання наступних факторів:
- Об'єднання пропагандистських атак та зусиль найдрібніших держав того часу, а також переможених суперників.
- Пропаганда, створена багатьма суперницькими фракціями всередині самої імперії, один проти одного в рамках їхньої боротьби за велику владу.
- Самокритика інтелектуальної еліти, яка, як правило, вища у великих імперіях.
- Необхідність консолідації нових держав за життя імперії або після її розпаду, щоб виправдати їхнє нове панування та новий порядок.

## Загальні елементи Чорних легенд
Відмінною рисою чорної легенди є те, що вона була сфабрикована та поширена навмисно.  Чорні легенди також мають  деякі додаткові елементи: 
- Перманентний декаданс.  Чорні легенди схильні зображати своїх підданих у постійному стані виродження.
- Вироджена чи забруднена версія чогось іншого.  Суб'єкт зображується як форма іншої, зазвичай іншої цивілізації, нації, релігії, раси або людини, яка є справжньою, чистою і благородною формою того, чим повинен був бути предмет чорної легенди, і це, як правило, збігається з тим, хто будує  легенду.
- Випадковість заслуг.  Чорні легенди мають тенденцію применшувати переваги, які вони не можуть повністю стерти або приховати, зображуючи їх або як «просту удачу», опортунізм, або, у кращому разі, як окремі якості.
- Обов'язкові моральні дії.  Коли шляхетний вчинок суб'єкта не можна заперечувати, він якимось чином видається як вчинений з особистого інтересу чи за потребою.
- Природна моральна неповноцінність та невиправний характер.  Чорна легенда має заключний тон, в якому не дається жодної надії на виправлення, бо недоліки були в ній із самого початку і не можуть бути подолані, як правило, через моральну слабкість [2].

Розповіді про чорні легенди, як правило, включають: сильний пафос у поєднанні з легким для сприйняття та емоційно насиченим оповіданням, що включає:
- Детальні, жахливі та болючі описи тортур та насильства, які у багатьох випадках, здається, не служать жодній практичній меті.
- Сексуальні елементи, або крайня сексуальна розпуста, або придушення, або, частіше, поєднання того й іншого.
- Невігластво.  Відсутність інтелектуальної витонченості чи незалежності.
- Жадібність, матеріалізм, звинувачення у неповазі до священних чи дуже важливих інститутів чи моральних правил.
- Теми жадібністі, жорстокісті, садизма або фанатизма, які формують постійний характер і залишаються стабільними у легенді, навіть якщо конкретні «докази», що підтверджують її, можуть змінитися або навіть стати протилежними первісним.
- Простота елементів, часте повторення тих самих анекдотів чи сценаріїв з різними варіаціями.  Часто пропонуються мотиви дій, але вони бувають одним, або двома, негативними, чіткими і постійними[3].